# Aulus Triarius Rufinus

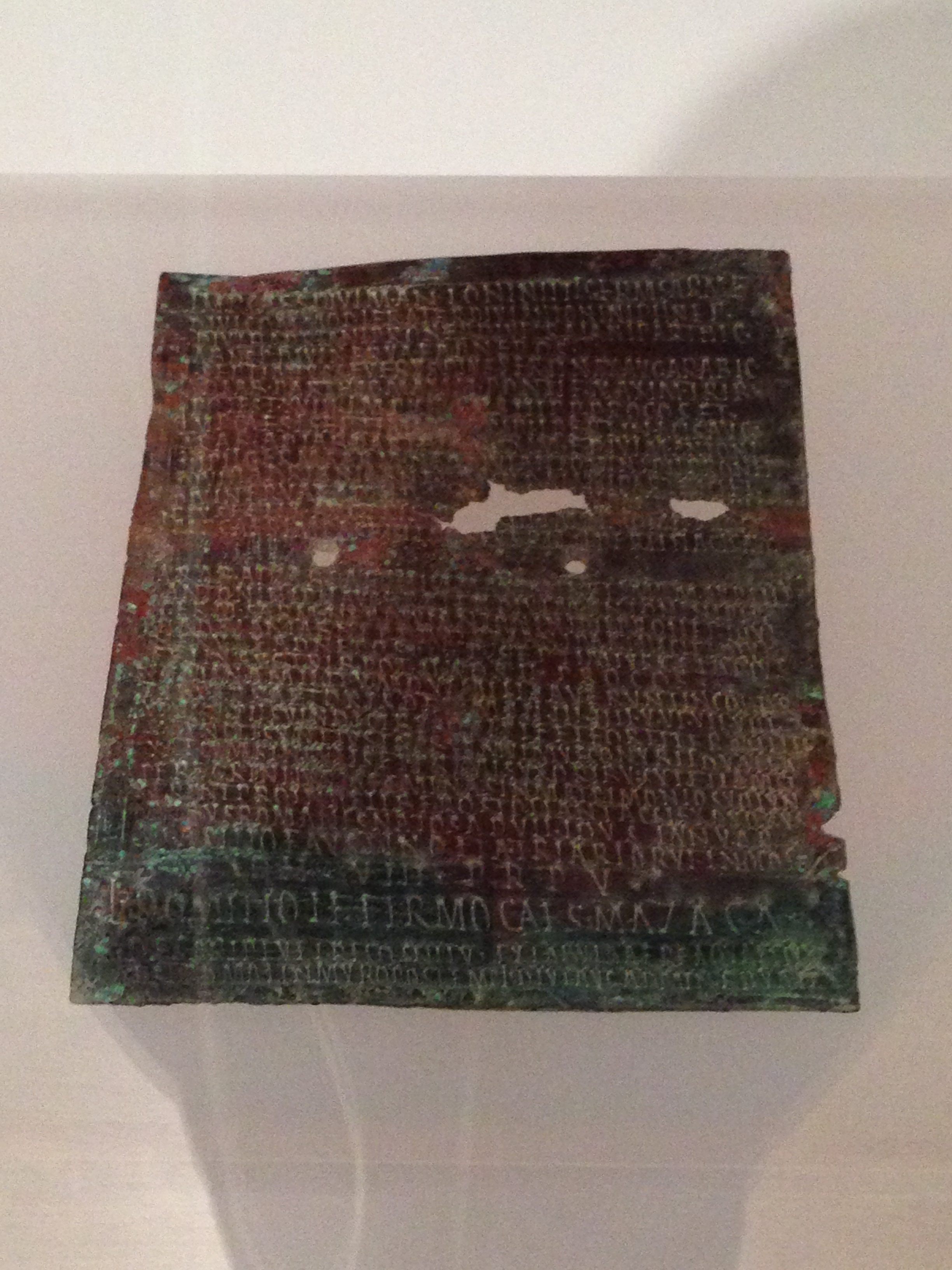
Das Militärdiplom von 210 n. Chr.

Aulus Triarius Rufinus war ein im 3. Jahrhundert n. Chr. lebender römischer Politiker.
Durch ein Militärdiplom, das auf den 7. Januar 210 datiert ist, ist belegt, dass Rufinus 210 zusammen mit Manius Acilius Faustinus ordentlicher Konsul war. Das Konsulnpaar ist auch durch zahlreiche Inschriften belegt. Sein Vater war wohl Triarius Maternus Lascivius, ordentlicher Konsul im Jahr 185.